# Рюфер, Филипп
Филипп Бартоломе Рюфер (нем. Philipp Bartholomé Rüfer; 7 июня 1844, Льеж — 15 сентября 1919, Берлин) — немецкий композитор, пианист, музыкальный педагог валлонского происхождения.
Сын переселившегося в Бельгию немецкого органиста, также Филиппа Рюфера (1810—1891). Окончил Льежскую консерваторию, ученик Этьенна Субра, далее занимался в Лейпциге под руководством Морица Гауптмана. С 1869 года работал дирижёром в Эссене, с 1871 года и до конца жизни жил и работал в Берлине, преподавал в Консерватории Штерна и Новой академии музыки, с 1881 года в Консерватории Шарвенки и в конце концов снова в Консерватории Штерна. Среди его учеников, в частности, Георгий Катуар, Хайнц Тиссен и Карл Кребс.
Наибольшим успехом пользовались опера Рюфера «Мерлин» (1887) по Карлу Лебрехту Иммерману, симфония и скрипичный концерт, напоминающие сегодняшнему специалисту манеру раннего Рихарда Штрауса, увертюра «Рубенс», струнные квартеты ми-бемоль мажор и ре минор. Рюферу принадлежат также другая опера, «Инго» (1895), сюита для фортепиано и виолончели и многие другие камерные и органные сочинения.